# Lemon (zespół muzyczny)
Lemon (zapis stylizowany: LemON) – polsko-łemkowsko-ukraiński zespół muzyczny, założony w 2011 roku z inicjatywy wokalisty Igora Herbuta.
Nazwa zespołu jest połączeniem cząstki nazwy Łemkowszczyzna „lem” (tylko) oraz angielskiego „on” (włącz), w wolnym tłumaczeniu: „tylko włącz”.

## Kariera
Grupa LemON powstała tuż po zakwalifikowaniu się do programu talent show Must Be the Music na precastingu we Wrocławiu, na który Igor Herbut wybrał się spontanicznie ze swoim kuzynem Adamem Horoszczakiem. W etapie castingowym pięcioosobowy już zespół wykonał w języku łemkowskim utwór „Litaj ptaszko”, który zachwycił jurorów i zagwarantował grupie udział w półfinałach. Piosenka „Dewiat” także przekonała do siebie publiczność, dzięki czemu zespół awansował do finału i ostatecznie wygrał trzecią edycję programu.
Za teledysków zespołu LemON zajmie się firma producencka Jake Vision która zrealizowała programy muzyczne dla telewizji Polsat jak Must Be The Music - Tylko Muzyka oraz Got to dance - Tylko Taniec
Reżyserem teledysków jest Jan Kepinski
W czerwcu 2012 grupa wystąpiła jako gość specjalny na festiwalu TOPtrendy, natomiast w sierpniu podczas konkursu Sopot Festival zespół wykonał we własnej interpretacji przebój „All You Need Is Love” z repertuaru liverpoolskiej grupy muzycznej The Beatles.
27 listopada 2012 ukazał się debiutancki album Lemon. Pierwszym singlem promującym wydawnictwo został utwór „Będę z tobą”.
21 lutego 2013 zespół został nominowany do nagrody muzycznej Fryderyki 2013 w kategorii Najlepszy debiut.
Podczas koncertu Lata Zet i Dwójki 14 lipca 2013 w Słubicach, grupa zdobyła nagrodę za najlepszy występ wykonując utwór „Napraw”. Zespół został nominowany do nagrody Eska Music Awards 2013 w 4 kategoriach: Najlepszy debiut, Najlepszy zespół, Najlepszy album, a także Najlepszy hit za utwór „Napraw”, wygrywając jednak jedynie w kategorii Najlepszy album. Ponadto ich piosenka „Napraw” na gali wręczenia nagród otrzymała tytuł Najlepszego przeboju gali, który wybrali widzowie za pośrednictwem głosowania SMS.
24 sierpnia 2013 w ramach sopockiego festiwalu Sopot Top of the Top Festival 2013 zespół zagrał minirecital. W trakcie występu wokalista rozrzucił wśród publiczności kartki z napisem „Take What You Need” w związku z akcją Be Nice. W grudniu 2013 Igor Herbut wydał solowy utwór „Wkręceni – Nie ufaj mi”, pochodzący ze ścieżki dźwiękowej do filmu Wkręceni.
23 maja 2014 odbyła się premiera singla, zatytułowanego „Ake”, zwiastującego drugi album studyjny zespołu. Do utworu został zrealizowany teledysk w reżyserii Jana Kępińskiego.
24 listopada zespół wydał drugi album studyjny Scarlett, który pokrył się platyną. 13 listopada 2015 ukazał się trzeci album grupy Etiuda zimowa. Natomiast 24 marca 2017 zespół wydał czwartą płytę zatytułowaną Tu.
W grudniu 2018 r. skład zespołu opuścili Piotr „Rubens” Rubik i Piotr Walicki.
W sierpniu 2023 roku zespół wystąpił na Pol’and’Rock Festival.

## Dyskografia

### Albumy studyjne
| Rok  | Dane dot. albumu                                                                                          | Najwyższe pozycje na liście | Certyfikat                | Sprzedaż       |
| Rok  | Dane dot. albumu                                                                                          | POL                         | Certyfikat                | Sprzedaż       |
| ---- | --- | --------------------------- | ------------------------- | -------------- |
| 2012 | Lemon - Wydany: 27 listopada 2012 - Wytwórnia: EMI Music Poland - Format: CD, digital download            | 9                           | - POL: 2× platynowa płyta | - POL: 60 000+ |
| 2014 | Scarlett - Wydany: 24 listopada 2014 - Wytwórnia: Warner Music Poland - Format: CD, digital download      | 1                           | - POL: 2× platynowa płyta | - POL: 60 000+ |
| 2015 | Etiuda zimowa - Wydany: 13 listopada 2015 - Wytwórnia: Warner Music Poland - Format: CD, digital download | 4                           | - POL: złota płyta        | - POL: 15 000+ |
| 2017 | Tu - Wydany: 24 marca 2017 - Wytwórnia: Warner Music Poland - Format: CD, digital download                | 1                           | - POL: złota płyta        | - POL: 15 000+ |
| 2023 | Piatka - Wydany: 24 listopada 2023 - Wytwórnia: Warner Music Poland - Format: CD, digital download        | 3                           |                           |                |

### Albumy koncertowe
| Rok  | Dane dot. albumu                                                                                             |
| ---- | --- |
| 2023 | Live akustycznie - Wydany: 24 listopada 2023 - Wytwórnia: Warner Music Poland - Format: CD, digital download |

### Single
| Rok | Tytuł                                                                 | Najwyższe pozycje na listach | Najwyższe pozycje na listach | Najwyższe pozycje na listach | Najwyższe pozycje na listach | Najwyższe pozycje na listach | Najwyższe pozycje na listach | Certyfikat                | Sprzedaż        | Album         |
| Rok | Tytuł                                                                 | POL                          | RMF                          | WiR                          | Eska                         | SLiP                         | LP3                          | Certyfikat                | Sprzedaż        | Album         |
| --- | --------------------------------------------------------------------- | ---------------------------- | ---------------------------- | ---------------------------- | ---------------------------- | ---------------------------- | ---------------------------- | ------------------------- | --------------- | ------------- |
| 2012 | „Będę z tobą”                                                         | –                            | 1                            | 1                            | 2                            | 19                           | –                            | - POL: platynowa płyta    | - POL: 50 000+  | LemoN         |
| 2013 | „Napraw”                                                              | 2                            | 1                            | 12                           | 1                            | 5                            | –                            | - POL: 2× platynowa płyta | - POL: 100 000+ | LemoN         |
| 2013 | „Nice”                                                                | 19                           | 1                            | –                            | 1                            | 12                           | –                            | - POL: platynowa płyta    | - POL: 50 000+  | LemoN         |
| 2013 | „Dewiat” (Piotr Walicki Remix)                                        | –                            | –                            | –                            | –                            | –                            | –                            |                           |                 | LemoN         |
| 2014 | „Ake”                                                                 | 20                           | 1                            | 7                            | –                            | 23                           | –                            | - POL: złota płyta        | - POL: 25 000+  | Scarlett      |
| 2014 | „Scarlett”                                                            | –                            | –                            | 4                            | –                            | 5                            | –                            | - POL: platynowa płyta    | - POL: 50 000+  | Scarlett      |
| 2014 | „Jutro”                                                               | 9                            | 1                            | –                            | 2                            | 4                            | –                            | - POL: 2× platynowa płyta | - POL: 100 000+ | Scarlett      |
| 2015 | „Against All Odds (Take a Look at Me Now)” (oraz Agnieszka Chylińska) | –                            | 1                            | –                            | –                            | –                            | –                            |                           |                 | 25 lat RMF FM |
| 2015 | „Lwia część”                                                          | –                            | –                            | –                            | –                            | –                            | –                            |                           |                 | Scarlett      |
| 2015 | „Spójrz”                                                              | –                            | 3                            | –                            | –                            | 19                           | –                            | - POL: złota płyta        | - POL: 25 000+  | Scarlett      |
| 2015 | „Do świąt”                                                            | –                            | –                            | –                            | –                            | –                            | –                            |                           |                 | Etiuda zimowa |
| 2015 | „Grudniowy”                                                           | 54                           | 3                            | –                            | –                            | 35                           | –                            |                           |                 | Etiuda zimowa |
| 2017 | „Tu”                                                                  | –                            | –                            | –                            | –                            | –                            | 23                           |                           |                 | Tu            |
| 2017 | „Tak nie nie”                                                         | –                            | –                            | –                            | –                            | –                            | –                            |                           |                 | Tu            |
| 2017 | „Akapit”                                                              | –                            | –                            | –                            | –                            | 32                           | –                            |                           |                 | Tu            |
| 2017 | „Papier”                                                              | –                            | –                            | –                            | –                            | –                            | –                            |                           |                 | Tu            |
| 2017 | „Full Moon”                                                           | –                            | –                            | –                            | –                            | –                            | –                            |                           |                 | Tu            |
| 2017 | „Sowa”                                                                | –                            | –                            | –                            | –                            | –                            | 23                           |                           |                 | Tu            |
| 2022 | „Ptaki”                                                               | –                            | –                            | –                            | –                            | –                            | X                            |                           |                 | Piatka        |
| 2023 | „Dużo Ciebie mi”                                                      | –                            | –                            | 3                            | –                            | –                            | X                            |                           |                 | Piatka        |
| 2023 | „Chamski”                                                             | –                            | –                            | –                            | –                            | –                            | X                            |                           |                 | Piatka        |
| 2023 | „Marta”                                                               | –                            | –                            | –                            | –                            | –                            | X                            |                           |                 | Piatka        |
| „–” oznacza, że singel nie był notowany na danej liście. „X” oznacza, że lista nie istniała w danym okresie. |                                                                       |                              |                              |                              |                              |                              |                              |                           |                 |               |

### Inne notowane utwory
| Rok  | Tytuł           | Najwyższe pozycje na liście | Album |
| Rok  | Tytuł           | LP3                         | Album |
| ---- | --------------- | --------------------------- | ----- |
| 2013 | „Litaj ptaszko” | 38                          | Lemon |

## Teledyski
| Rok  | Tytuł                          | Reżyseria/Realizacja                            | Album         | Źródło |
| ---- | ------------------------------ | ----------------------------------------------- | ------------- | ------ |
| 2012 | „Będę z tobą”                  | Michał Brożonowicz                              | Lemon         | [ 39 ] |
| 2013 | „Napraw”                       | Dominik Ziółkowski                              | Lemon         | [ 40 ] |
| 2013 | „Nice”                         | Jan Beerend Kępiński                            | Lemon         | [ 41 ] |
| 2013 | „Dewiat” (Piotr Walicki Remix) | Marek Lamprecht                                 | Lemon         | [ 42 ] |
| 2014 | „Ake”                          | Jan Kępiński                                    | Scarlett      | [ 17 ] |
| 2014 | „Scarlett”                     | Jan Kępiński, Małgorzata Dacko, Magdalena Korol | Scarlett      | [ 43 ] |
| 2014 | „Jutro”                        | Małgorzata Dacko                                | Scarlett      | [ 44 ] |
| 2015 | „Lwia część”                   | Igor Herbut, Małgorzata Dacko                   | Scarlett      | [ 45 ] |
| 2015 | „Spójrz”                       | Michał Braum                                    | Scarlett      | [ 46 ] |
| 2015 | „Do świąt”                     | Michał Braum                                    | Etiuda zimowa | [ 47 ] |
| 2015 | „Grudniowy”                    | Michał Braum                                    | Etiuda zimowa |        |

## Nagrody i nominacje
| Rok  | Konkurs                         | Kategoria                     | Rezultat  |
| ---- | ------------------------------- | ----------------------------- | --------- |
| 2012 | Must Be the Music. Tylko muzyka | III edycja                    | Wygrana   |
| 2013 | Fryderyki 2013                  | Fonograficzny debiut roku     | Nominacja |
| 2013 | Eska Music Awards 2013          | Najlepszy debiut              | Nominacja |
| 2013 | Eska Music Awards 2013          | Najlepszy zespół              | Nominacja |
| 2013 | Eska Music Awards 2013          | Najlepszy hit („Napraw”)      | Nominacja |
| 2013 | Eska Music Awards 2013          | Najlepszy album (Lemon)       | Wygrana   |
| 2013 | Eska Music Awards 2013          | Najlepszy występ              | Wygrana   |
| 2014 | Eska Music Awards 2014          | Najlepszy zespół              | Wygrana   |
| 2015 | Telekamery 2015                 | Muzyka                        | Nominacja |
| 2015 | Kids’ Choice Awards 2015        | Ulubiona polska gwiazda       | Nominacja |
| 2015 | Fryderyki 2015                  | Album roku pop (Scarlett)     | Nominacja |
| 2015 | SuperJedynki                    | SuperZespół                   | Nominacja |
| 2015 | Lato Zet i Dwójki 2015          | Przebój 25-lecia („Scarlett”) | Wygrana   |
| 2018 | Fryderyki 2018                  | Album roku alternatywa (Tu)   | Nominacja |